# Lipodystrofi
Lipodystrofi är ett medicinskt tillstånd av förändrad fettfördelning på kroppen, vilket ger kroppen ett avvikande utseende oavsett kroppsvikt.
Vid lipodystrofi förekommer som regel kroppsfettsatrofi, det vill säga att fettet på någon kroppsdel förtvinar. I vissa varianter överkompenserar istället någon annan kroppsdel och ansamlar desto mer kroppsfett. Tillståndet kan ta sig mycket varierande uttryck, vara mer eller mindre lokalt eller generaliserat, och beror oavsett orsak på en förändrad fettmetabolism.
Vid medfödd generaliserad lipodystrofi har personen generellt brist på kroppsfett samt lider av insulinresistens, är storvuxen, får pigmenteringsrubbningar och hirsutism. HIV-infektion kan också leda till lipodystrofi. Familjär partiell lipodystrofi yttrar sig i fettansamlingar, ofta i ansikte och hals, men också ibland på bålen, medan ben och armar är smala. Särskilt hos yngre flickor kan den senare formen yttra sig i allmän fettatrofi från huvud ner  till höfterna, varefter höfter och lår kan bli överproportionerade (jämför dock lipödem).
Det finns också andra varianter lipodystrofi, medfödda och ärftliga eller sekundära i förhållande till medicinering eller annan sjukdom.